# Agrupació de Trànsit de la Guàrdia Civil

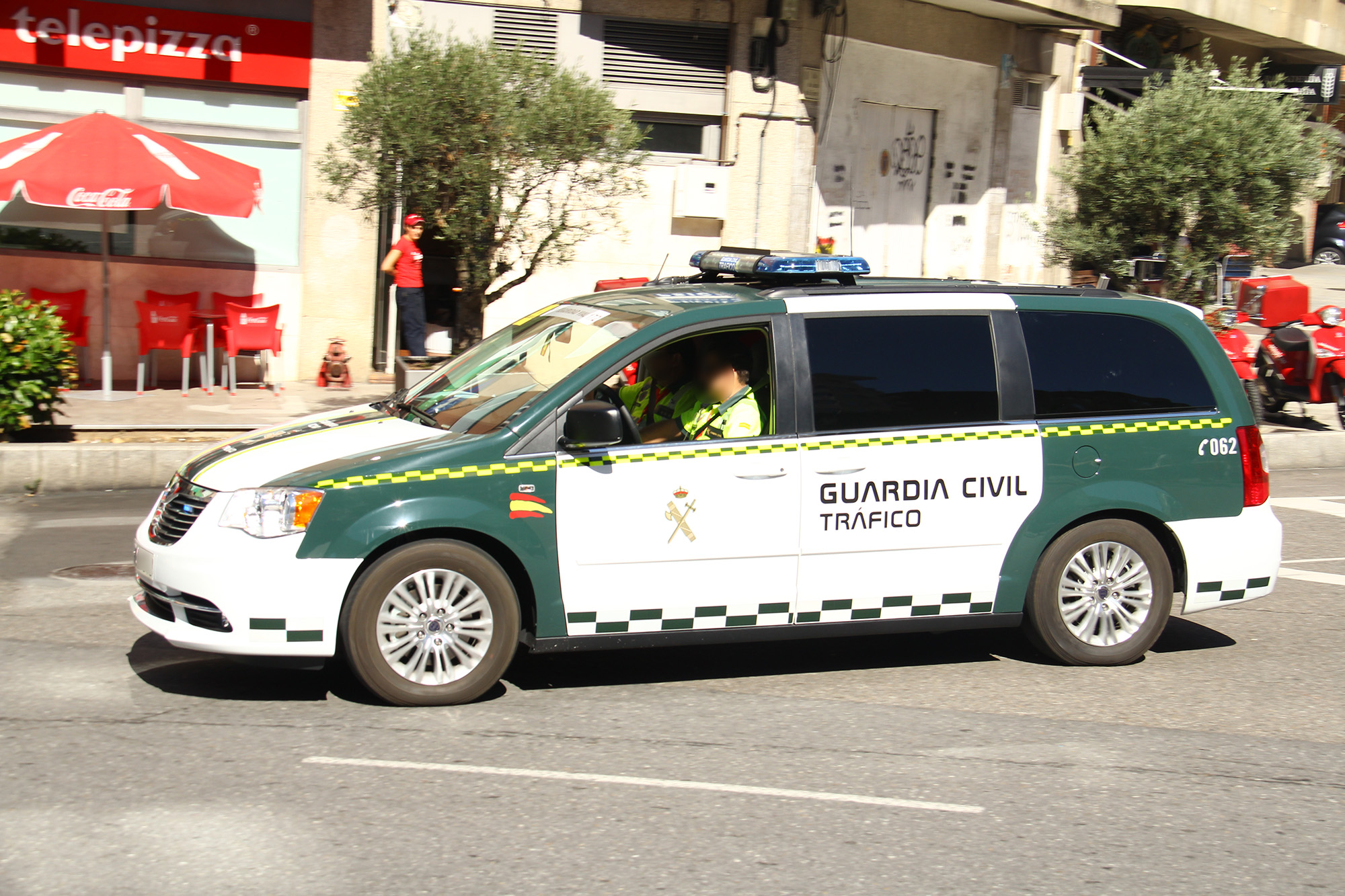
Furgoneta de la Guàrdia Civil de trànsit durant la Volta ciclista a Espanya de 2016.

L''Agrupació de Trànsit de la Guàrdia Civil és la Unitat funcional de la Força Operativa de la Guàrdia Civil creada el 1959 per a l'exercici de les funcions assignades a la Guàrdia Civil en matèries de trànsit, transport i seguretat viària. Té com a missió específica la vigilància, regulació, auxili i control del trànsit i del transport, i la seguretat viària en l'àmbit de les vies interurbanes.